# Lage Jørgensen Urne (landsdommer)
Lage (Lave, Lauge) Jørgensen Urne (ca. 1468 – 9. oktober 1530 i Roskilde) var en dansk ridder og landsdommer. Han var halvbror til Roskildebispen Lage Jørgensen Urne.
Han var søn af "Store" Jørgen Urne til Broløkke og Margrethe Eriksdatter Bille og blev efter sin moders død under fødslen skåret ud af hendes side og mistede derved sit ene øje. Han var herre til Boserup (Luggude Herred) i Skåne, beseglede 1494 sonen for Jep Bagges drab, deltog 1500 med sin hustru, sine børn, sin hustrus moder og dennes brødre og mange andre danske i en pilgrimsrejse til Rom, hvor de 31. december blev indskrevne i den Helligånds Broderskab, betænkes 1503 i Hans Urnes testamente, var alt 1509 landsdommer i Skåne, måtte 1523 med en stor del andre skånske adelsmænd på ny tilsværge kong Christiern huldskab og troskab. Han døde 9. oktober 1530 i Roskilde og er begravet i Roskilde Domkirke, hvor han på gravstenen kaldes ridder, hvad han dog først kan være blevet samme år, ialtfald efter 3. juni.
Han var gift med Sidsel Jensdatter Ribbing.